# 費耶特維爾 (伊利諾伊州)
費耶特維爾（英語：Fayetteville）是位於美國伊利諾伊州聖克萊爾縣的一個村落。

## 地理
費耶特維爾的座標為38°22′37″N 89°47′42″W / 38.37694°N 89.79500°W，而該地最高點為海拔高度126米（即413英尺）。

## 人口
根據2010年美國人口普查的數據，費耶特維爾的面積為0.77平方千米，當中陸地面積為0.77平方千米，而水域面積為0.00平方千米。當地共有人口366人，而人口密度為每平方千米475人。